# Князево (Скопинский район)
Князево — село в Скопинском районе Рязанской области, входит в состав Корневского сельского поселения.

## География
Село расположено в 8 км на юго-запад от центра поселения села Корневое и в 16 км на юго-запад от районного центра города Скопин.

## История
Старинное село Князево упоминается в жалованной грамоте царя Михаила Федоровича, данной Рязанскому архиепископу Антонию в 1637 году. Через 39 лет, в 1676 году в окладных книгах уже говорится о существовании в селе деревянной Архангельской церкви, при которой числилось пашни сорок четвертей в поле и сенных покосов на восемьдесят копен. В приходе состояло 216 дворов, в том числе двор митрополита Рязанского и Муромского Иосифа. Налог на храм составлял 5 рублей 21 алтын, что по тем временам было достаточно много. Через сто лет старый деревянный храм пришел в негодность, сильно обветшал и был сломан. На прежнем месте в 1756 году выстроили новый храм во имя Архангела Михаила с Никольским приделом. Эта церковь была тоже деревянной и простояла до второй половины 19 века. Затем её постигла судьба предыдущей церкви — она была сломана за ветхостью. Церковное начальство решило на этот раз соорудить в Князеве прочный каменный храм с колокольней. Так через несколько лет в селе появилось новое здание церкви, которая при освящении получила названия Вознесенской. При храме устроено два придела — один в честь Архангела Михаила и другой во имя св. Николая Чудотворца.
В XIX — начале XX века село являлось центром Князевской волости Скопинского уезда Рязанской губернии. В 1906 году в селе было 380 дворов.
С 1929 года село являлось центром Князевского сельсовета Скопинского района Рязанского округа Московской области, с 1937 года — в составе Рязанской области, с 2005 года — в составе Корневского сельского поселения.

## Население
| 1859 | 1897  | 1906  | 2010 |
| ---- | ----- | ----- | ---- |
| 1524 | ↗2669 | ↗3493 | ↘306 |

## Достопримечательности
В селе расположена действующая церковь Вознесения Господня, входящая в состав подворья Скопинской и Шацкой епархии РПЦ